# Antoine Godeau
Antoine Godeau, detto il Nano di Julie (Dreux, 24 settembre 1605 – Vence, 17 aprile 1672), è stato un vescovo cattolico, scrittore e letterato francese.

## Biografia
Dedicò al cardinale Richelieu la sua prima composizione religiosa, una parafrasi in versi del salmo Benedicte omnia opera Domini, cosicché, ordinato prete a Parigi il 7 maggio 1636, Richelieu gli attribuì il vescovado di Grasse già il 15 maggio, del quale prese possesso il 25 marzo 1637. A Grasse creò nel 1640 un Monte di Pietà per venire in aiuto ai più bisognosi. Fu membro della Compagnia del Santo Sacramento dal 1639. Vescovo anche di Vence con una speciale bolla di papa Innocenzo X, fu anche avvocato in parlamento e uno dei primi membri dell'Académie française, nella quale entrò nel 1634. Piccolo e brutto, dovette il suo successo al suo spirito inventivo e gioioso: fu amico di Valentin Conrart e frequentò l'Hôtel de Rambouillet e il salotto di Madeleine de Scudéry.
Scrittore molto prolifico, è autore in particolare delle Poésies de Malherbe (1630), dei Discours sur les œuvres de M. de Malherbe (1630), delle Œuvres chrétiennes (1633), delle Poésies chrétiennes, di una Vie de saint Augustin e di una Vie de saint Charles Borromée (1654).
I suoi "Eloges des Eveques qui dans tous les Evêques de l'Eglise ont fleuri en doctrine et en piété" (Parigi, 1665) furono ripubblicati nel 1802; la sua "Histoire de l'église depuis la naissance de Jésus Christ, jusqu' à la fin du siècle" (Parigi, 1633) fu tradotta in italiano da Sperone Speroni e in tedesco fu pubblicata ad Augusta da Hyper e Groote nel 1769. Di quest'opera si è detto che «benché scritta in uno stile attraente e popolare, manca di espressione solida e di originalità»
Il poeta gesuita François Vavasseur (1605-1681) gli indirizzò nel 1647 una satira, Antonius Godellus, episcopus Grassensis.

## Genealogia episcopale
La genealogia episcopale è:
- Cardinale Prospero Santacroce
- Cardinale Pierre de Gondi
- Cardinale Henri de Gondi
- Arcivescovo Léonor d'Estampes de Valançay, O.S.B.
- Vescovo Antoine Godeau